# Brandon Nakashima
Pour les articles homonymes, voir Nakashima.
Brandon Nakashima, né le 3 août 2001 à San Diego, est un joueur de tennis américain, professionnel depuis 2019.

## Biographie
Brandon Nakashima est né d'un père d'origine japonaise et d'une mère vietnamienne, exerçant tous deux la profession de pharmacien. Il commence à jouer au tennis à l'âge de trois ans avec son grand-père. Son frère Bryce Nakashima est lui aussi joueur de tennis.
Entre 2018 et 2019, il fréquente pendant une saison les rangs de l'université de Virginie.

## Carrière

### Carrière en junior et sur le circuit secondaire
En 2018, Brandon Nakashima est quart de finaliste à Roland-Garros et à l'US Open junior. Il remporte cette année-là trois titres à Carson, Roehampton et surtout au Masters Junior, ce qui lui permet de terminer la saison à la 3e place mondiale. En 2019, il atteint les demi-finales de l'US Open puis se lance avec succès sur le circuit professionnel en étant demi-finaliste des Challenger de Fairfield et Charlottesville.

### 2020: premiers pas sur le circuit principal
Brandon Nakashima commence par le tournoi Challenger d'Ann Arbor, où il parvient au troisième tour, éliminé par Stefan Kozlov. Il échoue à Newport Beach au premier tour face à son compatriote Donald Young. À celui de Dallas, il élimine au premier tour Ryan Harrison, puis Bernard Tomic. Il échoue au tour suivant face à Frances Tiafoe. En février 2020, pour sa première participation à un tournoi de l'ATP Tour à Delray Beach, il parvient à seulement 18 ans en quart de finale après avoir battu Jiří Veselý et Cameron Norrie. Il est éliminé par Yoshihito Nishioka.
Début mars, Nakashima est demi-finaliste du Challenger d'Indian Wells. En fin de saison, il passe un tour à l'US Open face à Paolo Lorenzi ; il est finalement éliminé par Alexander Zverev.
Il remporte par la suite le Challenger d'Orlando. Il élimine Roberto Cid Subervi puis Thiago Monteiro, Mackenzie McDonald, Mitchell Krueger et, enfin, il bat en finale Prajnesh Gunneswaran.

### 2021: deux premières finales ATP d'affilée
Début 2021, Nakashima s'impose au tournoi Challenger de Quimper. Il atteint fin juillet la finale du tournoi ATP de Los Cabos grâce notamment à des victoires sur Sam Querrey et John Isner. Il est finalement battu par le Britannique Cameron Norrie. La semaine suivante à Atlanta, il écarte Milos Raonic au deuxième tour puis accède de nouveau à une finale où il retrouve Isner qui prend sa revanche (7-68, 7-5). Ce résultat lui permet néanmoins de faire son entrée dans le top 100. Au tournoi de Belgrade, il atteint le troisième tour. Il bat Elliot Benchetrit puis vainc Hugo Dellien. Il sera battu par Liam Broady. Il est éliminé par Taylor Fritz à Wimbledon dès le premier tour. Lors des qualifications, il a pris le dessus sur Viktor Troicki et sur l'ancien top 10 Ernests Gulbis.
Il est alors invité à Washington où il élimine Alexei Popyrin, puis Daniel Evans (sixième tête de série et 27e mondial lors du tournoi). Mais il échoue au tour suivant face à Denis Kudla. À Cincinnati, Nakashima échoue d'entrée face à Mackenzie McDonald. Lors de l'US Open, il passe le premier tour en éliminant la 16e tête de série John Isner mais il perd au tour suivant face au qualifié Alex Molčan. Présent en double pour la première fois lors d'un majeur, avec Dušan Lajović, ils échouent face à la paire australienne Matthew Ebden - Max Purcell au premier tour.
Au tournoi de sa ville natale de San Diego, Nakashima bat Fabio Fognini mais est éliminé au second tour par Andrey Rublev. À Indian Wells, il passe un tour via une victoire sur Federico Coria, mais il échoue contre le futur demi-finaliste de ce tournoi Taylor Fritz. À Anvers, il arrive en quart de finale en prenant le dessus sur Alex de Minaur, Henri Laaksonen. Il perd à ce stade face au futur finaliste Diego Schwartzman. Présent aux Next Gen, tournoi regroupant les meilleurs jeunes du circuit ATP, il atteint la demi-finale, battu par Sebastian Korda.
En un an, il passe de la 168e place mondiale à la 68e en fin d'année, soit un gain de cent places en une seule année.

### 2022: bon début de saison, premier titre à San Diego, titre Next Gen et intégration du top 50
Présent au tournoi de Sydney, Brandon Nakashima élimine Jiří Veselý au premier tour puis vient à bout de Fabio Fognini pour la seconde fois et sur le même score (7-6, 7-6). L'Américain est éliminé en deux sets par Reilly Opelka au tour suivant (7-6, 6-2). À l'Open d'Australie, il affronte l'Italien Matteo Berrettini, septième mondial, dans un premier tour très serré, s'inclinant finalement sur le score de 4-6, 6-2, 7-6, 6-3.
71e mondial, Nakashima est tête de série no 8 à Dallas et il élimine John Millman, 94e mondial, avant de perdre face à Jordan Thompson (7-5, 7-6). À Delray Beach, il fait face au premier tour à Denis Kudla qu'il bat sur le score sans appel de 6-1, 6-1 mais Adrian Mannarino l'élimine dès le tour suivant (6-4, 2-6, 7-5). À Acapulco, Nakashima perd dès le premier tour face à Peter Gojowczyk. Au Masters 1000 d'Indian Wells, il retrouve Adrian Mannarino mais parvient cette fois à s'imposer (6-2, 7-6) avant de perdre contre Frances Tiafoe (6-4, 6-4). Au tournoi de Phoenix, où il est invité, il est défait au premier tour par Emil Ruusuvuori (6-3, 6-3), 70e mondial alors que lui-même est classé 80e. Au Masters 1000 de Miami, il bat au premier tour le Sud-Coréen Kwon Soon-woo (6-1, 7-5) puis il est à nouveau éliminé par Frances Tiafoe, adversaire contre qui il n'a jamais gagné (3-6, 7-6, 6-4).
Brandon Nakashima passe le premier tour de Barcelone face à Nicolas Álvarez Varona et il perd contre Casper Ruud au second tour (6-3, 6-2). Aux Internationaux de France, pour sa première participation à ce tournoi, il s'impose successivement face à Kamil Majchrzak (6-4, 2-6, 4-6, 7-6, 6-2) et Tallon Griekspoor (7-6, 6-4, 6-2) avant de s'incliner au troisième tour Alexander Zverev, tête de série numéro trois et troisième mondial (7-6, 6-3, 7-6).
Nakashima commence sa saison sur gazon au tournoi Challenger de Surbiton où il est tête de série no 5. Il est battu en quart de finale par Andy Murray. Engagé à Bois-le-Duc, il y bat Tommy Paul et Sam Querrey avant de tomber face à Adrian Mannarino. À Eastbourne, il élimine Jay Clarke et perd au deuxième tour contre Cameron Norrie.
À Wimbledon, il passe le premier tour face à Nicola Kuhn (6-3, 6-7, 6-3, 6-2) puis il élimine la treizième tête de série, Denis Shapovalov en quatre sets (6-2, 4-6, 6-1, 7-6) et s'impose ensuite face à Daniel Elahi Galán (6-4, 6-4, 6-1). Il atteint ainsi pour la première fois les huitièmes de finale en Grand Chelem et il perd à ce stade face à Nick Kyrgios (4-6, 6-4, 7-6, 3-6, 6-2). Grâce à ce parcours, il entre pour la première fois dans le top 50, à la 49e place mondiale.
De retour sur dur, il s'aligne lors du tournoi d'Atlanta en tant que huitième tête de série. Il passe contre Jordan Thompson (7-6, 3-6, 6-3) puis John Millman (7-6, 6-4) avant de retrouver une nouvelle fois Frances Tiafoe au tour suivant. Il perd alors pour la cinquième fois consécutive contre son compatriote (et la troisième depuis début 2022), en deux sets (6-4, 6-2). Aligné comme sixième tête de série à Cabo San Lucas, il élimine en deux sets le Japonais Kaichi Uchida (7-6, 6-2) puis Max Purcell (6-3, 6-3) mais échoue face à Miomir Kecmanović en deux sets au tour suivant (6-2, 6-4).
Il passe le premier tour de l'US Open face à Pavel Kotov (7-6, 6-2, 6-2) puis il continue en éliminant Grigor Dimitrov, tête de série no 17 (7-6, 7-5, 6-3). Il se retrouve alors face à la tête de série no 11, Jannik Sinner, contre qui il s'incline (3-6, 6-4, 6-1, 6-2).
Cinquième tête de série au tournoi de San Diego, sa ville natale, Nakashima passe avec difficulté le premier tour face à Zachary Svajda (7-5, 7-6), puis Denis Kudla avec plus de facilité (6-3, 6-4). Il se défait ensuite de Daniel Elahi Galán en perdant son seul set du tournoi (6-3, 4-6, 6-4). Nakashima se retrouve en demi-finale face à Christopher O'Connell et l'emporte 6-4, 7-6 pour atteindre la troisième finale ATP de sa carrière face à Marcos Giron. Opposé à un ami également originaire de la Californie du Sud, il remporte son premier titre sur le circuit ATP sur un double 6-4 en un peu plus d'une heure de jeu. Ce succès lui permet de grimper de vingt-et-une places et d'atteindre son meilleur classement ATP jusque-là en se classant 48e.
Lors du tournoi de Tokyo il passe le premier tour face au local Shintaro Mochizuki. Il s'incline au tour suivant face à la tête de série numéro 9, Borna Ćorić (7-5, 6-2). 8e tête de série au tournoi de Florence, il bat Richard Gasquet sur un double 6-2 et poursuit sur sa lancée en éliminant Altuğ Çelikbilek (6-3, 6-4). Il s'incline face à Félix Auger-Aliassime en quart (6-3, 6-4).
Il se présente aux Next Gen ATP Finals de Milan où il effectue un parcours sans faute, en battant respectivement Matteo Arnaldi, Jiří Lehečka et Francesco Passaro lors de la phase de poules. En demi-finale, il bat Jack Draper puis s'impose en finale contre de nouveau Jiří Lehečka qu'il bat 4-35, 4-36, 4-2.

### 2023: sortie du top 100
Il ne participe à aucun tournoi pour se préparer pour l'Open Australie, où il est éliminé d'entrée par son compatriote Mackenzie McDonald.
Il passe un tour lors des tournois d'Acapulco, d'Indian Wells et de Miami. Puis il déclare forfait pour celui de Madrid. Il revient pour le tournoi Challenger d'Aix-en-Provence, où il est tête de série no 2 mais perd dès son entrée en lice. Huitième tête de série à Lyon, il passe le premier tour face à un ex-top 10, Diego Schwartzman (7-5, 6-3), puis il élimine Arthur Rinderknech (7-6, 1-6, 7-5) et Tommy Paul, tête de série no 3 et 17e mondial (6-3, 7-6). Il perd en demi-finale face au futur lauréat du tournoi, Arthur Fils.
Après deux défaites au premier tour à Roland-Garros et Bois-le-Duc, il se rend à Halle où il passe le premier tour face à Mikael Ymer, mais il perd face à Roberto Bautista-Agut. Il échoue ensuite au premier tour à Eastbourne et à Wimbledon.
Sur le sol américain, il passe le premier tour à Atlanta et à Washington, échouant au second tour à chaque fois.
Invité à Cincinnati, il fait face à un match piège dès le premier tour, puisque son adversaire n'est autre que Stanislas Wawrinka. Il perd (3-6, 7-6, 3-6). Il se présente ensuite à Winston-Salem, où il vainc Jason Kubler (6-1, 3-6, 7-6) puis le Français, 7e tête de série, Arthur Fils (6-7, 7-6, 6-2). En huitièmes, il se confronte à un autre Français, tête de série numéro 12, Richard Gasquet. Il perd sur un score de 2-6, 6-4, 6-4.
Il enchaine donc avec deux tournois secondaires. À Bergame, il arrive jusqu'aux quarts de finale, en éliminant d'affilée trois ex top 100 : Mikhail Kukushkin (6-1, 6-4), Liam Broady (6-4, 6-0) et l'ancien top 10 Fabio Fognini (6-1, 7-5). Il est sorti du tournoi par Jack Draper (6-1, 3-6, 7-5). Il poursuit en arrivant en finale à Danderyd en battant un autre ex top 10 au passage, David Goffin. Il est absent des courts en décembre. En fin d'année, il finit à la 134e place mondiale.

### 2024: titres en challenger, retour dans le top 40 et 1/8eà l'US Open
Classé au-delà de la 100e place mondiale, il commence son année en Challenger. Il se rend à Canberra. Pour le premier tour, il élimine la 2e tête de série, le Français Alexandre Müller (5-7, 7-6, 7-6). Il sort ensuite Dino Prizmic (6-2, 6-1). Il arrive en demi-finale après avoir éliminné Tristan Schoolkate (6-4, 6-4). Il finit par se faire éliminer du tournoi par Jakub Menšík (7-5, 7-5). Il échoue au premier tour des qualifications de l'Open d'Australie.
127e mondial, il se rend à Tenerife, pour le tournoi Challenger. Il bat Martín Landaluce (6-2, 2-6, 7-6), Alejandro Moro Canas (6-3, 6-1) et Francesco Maestrelli (6-4, 7-6). Il arrive en finale après avoir battu Denis Yevseyev (7-6, 6-2). En finale, il bat Pedro Martínez (6-3, 6-4). Il poursuit avec un tournoi à Ottignies-Louvain-La-Neuve en Belgique. Il parvient en demi-finale, ce qui lui permet de revenir dans le top 100, à la 96e place. En tant que 2e tête de série, il poursuit en circuit secondaire à Koblenz.
À Koblenz, il élimine Alejandro Moro Canas (6-1, 6-2) et l'ancien 26e mondial Filip Krajinović (7-6, 6-4). En quarts, il vainc Max Hans Rehberg (6-3, 6-4). À ce stade, il fait face à la surprise du tournoi, le Syrien Hazem Naw. Il le vainc en deux sets (6-3, 7-5). Il échoue en finale (7-6, 6-1, 6-2) face à Jurij Rodionov. C'est en double qu'il obtient le titre avec Christian Harrison. Toujours sur le circuit secondaire en France, il enchaine avec une demi-finale à Pau. Puis, il se présente à Lille, toujours sur le même circuit secondaire français. Il fait face à un ex top 40, le local Pierre-Hugues Herbert dès le premier tour.
87e mondial lors du tournoi de Barcelone, il élimine le huitième mondial et 2e tête de série au deuxième tour Andrey Rublev (6-4, 7-5) après avoir éliminé un autre joueur du top 50, Daniel Evans. C'est Tomás Martín Etcheverry qui l'élimine au troisième tour. Ce parcours lui permet d'améliorer encore son classement.
65e mondial lors de Wimbledon, il élimine la 18e tête de série Sebastián Báez (6-2, 6-3, 6-4). Ugo Humbert l'élimine au 3e tour. Il perd dès le 2e tour à Newport. Il se rend ensuite à Atlanta, où dès le 1er tour il est confronté à Mackenzie McDonald. Il perd pour la 4e fois consécutive contre lui. En double, il fait équipe avec son frère Bryce, mais la paire échoue au premier tour.
Il élimine le 15e mondial Holger Rune lors du premier tour de l'US Open (6-2, 6-1, 6-4). Puis il vainc Arthur Cazaux (6-4 6-4 6-2). Il poursuit en sortant la tête de série numéro 18, Lorenzo Musetti (6-2 3-6 6-3 7-6). Il atteint les huitièmes de finale pour la seconde fois dans sa carrière. Mais sur un score en quatre sets (3-6, 6-1, 6-2, 6-2); il se fait sortir du tournoi par Alexander Zverev. Ce parcours lui permet de grimper dans le classement mondial. Après avoir réussi ses trois matchs en Coupe Davis (contre Alejandro Tabilo,Jozef Kovalík et Maximilian Marterer) ; il se présente au tournoi d'Hangzhou avec une 39e place mondiale (son meilleur classement jusqu'à présent) et comme 4e tête de série.
En septembre; il entre dans le top 40 à la 38e place mondiale. À Hangzhou, il arrive en demie finale face au revenant Marin Čilić. Au passage il vainc le hong-kongais Coleman Wong et l'australien Rinky Hijikata. Il perd en demie finale en deux sets. Ses résultats lui permet d'améliorer son classement, à la 36e place mondiale. C'est en tant que tête de série qu'il se présente à Shanghai.

### 2025: Début d'année en dents de scie puis meilleur classement en carrière, premier titre en double ATP
Aligné à Adélaïde en tant que 7e tête de série, il passe le premier tour mais échoue au tour suivant face au local Rinky Hijikata. Lors de l'Open d'Australie il échoue au premier tour lors d'un match très serré face au 20e mondial Ben Shelton (7-6 7-5 7-5). Puis, il échoue de nouveau au premier tour à Dallas contre le japonais Yoshihito Nishioka.
Il est 6e tête de série à Delray Beach. Il se retrouve face au qualifié James Trotter au premier tour. Il l'élimine en deux sets (7-6 6-1) pour accéder au second tour. Confronté à Reilly Opelka il élimine son compatriote en trois sets (3-6 7-5 6-2). Matteo Arnaldi l'élimine ensuite en deux sets (7-6 6-4).
Avec Miomir Kecmanović il obtient son premier titre en double dans le même tournois. En trois sets (7-6 1-6 10-3) face à Christian Harrison et Evan King.
À Acapulco, il élimine le français Benjamin Bonzi dans un match en deux sets serrés (7-6 7-5). Il profite ensuite de l'abandon de Holger Rune. Il se retrouve face à l'ex 7e mondial, David Goffin; il l'élimine en deux sets (7-6 6-2) en deux heures de jeu. Tomáš Macháč l'élimine en demie finale en trois sets (4-6 6-1 4-6).
À Indian Wells il arrive avec le meilleur classement de sa carrière, 33e mondial. Ce qui lui permet d'être tête de série (32e) pour la première fois dans un tournoi de cette catégorie. Il élimine Rinky Hijikata (7-5 6-1), puis Matteo Arnaldi (6-2 6-4). il arrive donc en huitième de finale. Il perd en deux sets (7-6 6-1) face à Ben Shelton. 31e tête de série à Miami il est exempté de premier tour. Il entre en lice face à Roberto Carballés Baena. Il élimine ce dernier en trois sets dans une confrontation de plus de deux heures (6-4 4-6 6-3). Il élimine ensuite le tombeur d'Alcaraz; David Goffin (6-3 6-7 6-3). Grigor Dimitrov l'élimine en deux sets au tour suivant (6-4 7-5). Il se rend à Houston où il arrive en demie finale.
31e tête de série à Madrid, il est exempté de premier tour. Il élimine ensuite Sebastian Ofner (6-3 7-6) et Flavio Cobolli (7-5 6-3). Daniil Medvedev l'élimine en huitième de finale en trois sets (3-6 6-1 6-4). Ce parcours lui permet d'améliorer son classement à l'issue du tournoi. 28e tête de série à Rome il arrive jusqu'au troisième tour éliminé par le huitième mondial Lorenzo Musetti. Il essuie ensuite une série de défaites prématurées entre premier et deuxième tour.
C'est à Stuttgart et au tournoi du Queen's qu'il se ressaisit en arrivant en quarts de finale. À Wimbledon, où il est 29e tête de série, il écarte en quatre sets Bu Yunchaokete (6-4, 4-6, 7-6, 6-4) et Reilly Opelka (7-5, 6-2, 6-7, 6-3). Il retrouve ensuite Lorenzo Sonego contre qui il mène un match de 4 h 58, alignant 16 aces de part et d'autre. Malgré un match où Brandon réussit 8 jeux blancs ; il s'incline sur un score en cinq sets (7-6, 6-7, 6-7, 6-3, 6-7).
32e mondial et tête de série numéro 14 à Washington, il est exempté du premier tour. Il élimine tour à tour Ethan Quinn (6-3 6-4) et  Cameron Norrie `(7-6 6-3). Il se retrouve donc en quarts de finale; 

## Style de jeu

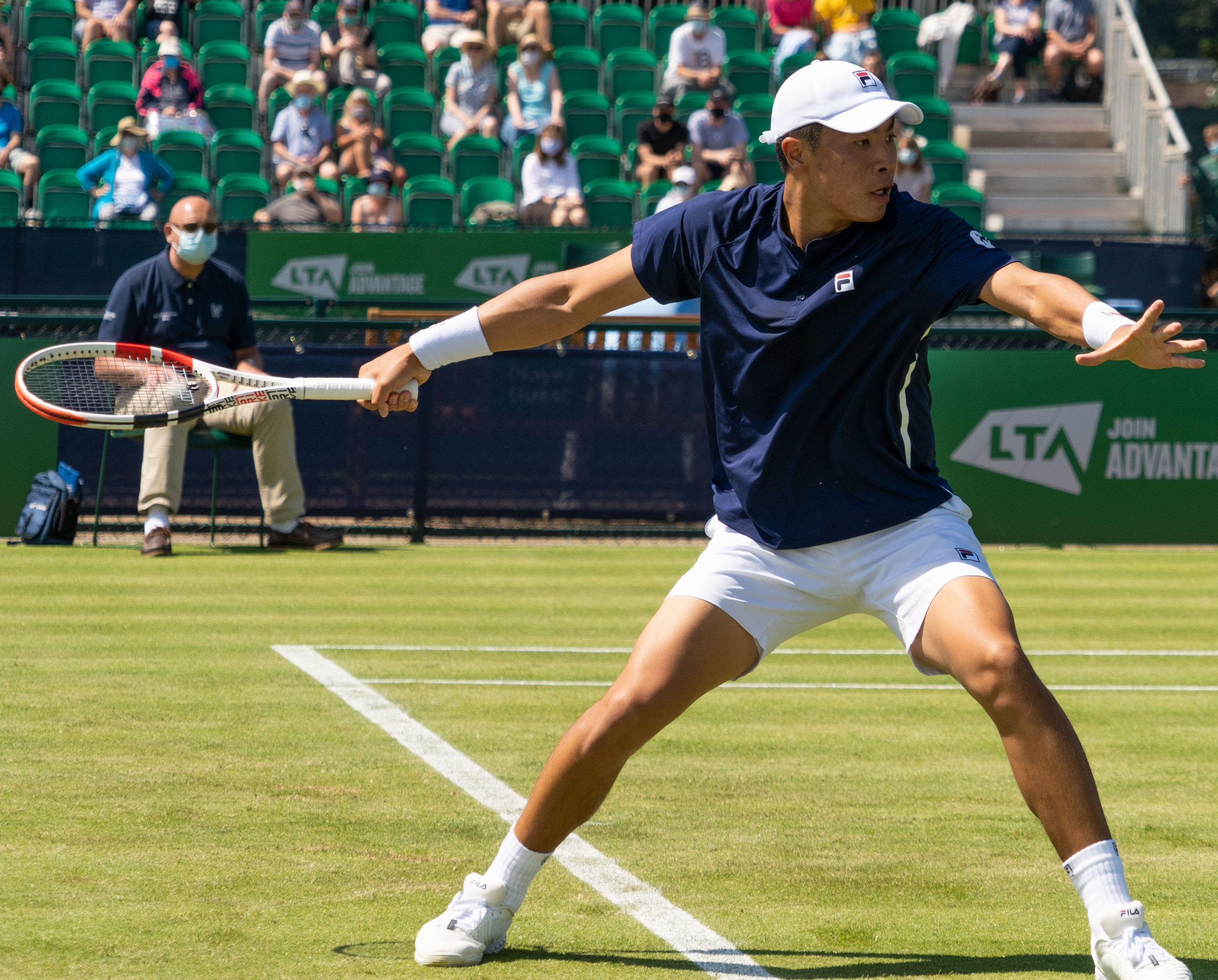

Son revers est son côté le plus fort. Nakashima a une bonne profondeur et sait trouver des zones précises tout en prenant la balle très tôt. Il peut facilement faire tourner la tête de ses adversaires lorsqu’il arrive à les fixer de ce côté. L'Américain sait jouer avec sa tête et n’hésite pas à réadapter sa tactique en cours de match en cas de besoin. Même s’il n’a pas le service le plus puissant du circuit, il n’est pas facile de le breaker. Nakashima arrive en effet à trouver des zones pouvant mettre à mal son vis-à-vis. En moyenne, il remporte 75 % de ses premières balles et plus de 55 % de secondes. Il apprécie prendre des risques sur les secondes balles de ses adversaires, notamment côté revers, et cela lui réussit plutôt bien. En moyenne, il remporte plus de 50 % des points sur les seconds services de ses opposants.

## Palmarès

### Titres en simple messieurs
| No | Date       | Nom et lieu du tournoi     | Catégorie       | Dotation    | Surface    | Finaliste    | Score           |          |
| -- | ---------- | -------------------------- | --------------- | ----------- | ---------- | ------------ | --------------- | -------- |
| 1  | 19-09-2022 | San Diego Open, San Diego  | ATP 250         | 612 000 $   | Dur (ext.) | Marcos Giron | 6-4, 6-4        | Parcours |
| -  | 08-11-2022 | Next Gen ATP Finals, Milan | Next Gen Finals | 1 400 000 $ | Dur (int.) | Jiří Lehečka | 4-35, 4-36, 4-2 | Parcours |

### Finales en simple messieurs
| No | Date       | Nom et lieu du tournoi       | Catégorie | Dotation  | Surface    | Vainqueur      | Score     |          |
| -- | ---------- | ---------------------------- | --------- | --------- | ---------- | -------------- | --------- | -------- |
| 1  | 19-07-2021 | Mifel Open, Cabo San Lucas   | ATP 250   | 598 545 $ | Dur (ext.) | Cameron Norrie | 6-2, 6-2  | Parcours |
| 2  | 26-07-2021 | Truist Atlanta Open, Atlanta | ATP 250   | 555 995 $ | Dur (ext.) | John Isner     | 7-68, 7-5 | Parcours |

### Titre en double messieurs
| No | Date       | Nom et lieu du tournoi         | Catégorie | Dotation  | Surface    | Partenaire        | Finalistes                   | Score             |          |
| -- | ---------- | ------------------------------ | --------- | --------- | ---------- | ----------------- | ---------------------------- | ----------------- | -------- |
| 1  | 10-02-2025 | Delray Beach Open Delray Beach | ATP 250   | 680 140 $ | Dur (ext.) | Miomir Kecmanović | Christian Harrison Evan King | 7-63, 1-6, [10-3] | Parcours |

## Parcours dans les tournois duGrand Chelem

### En simple
| Année | Open d'Australie | Open d'Australie   | Internationaux de France | Internationaux de France | Wimbledon       | Wimbledon       | US Open         | US Open          |
| ----- | ---------------- | ------------------ | ------------------------ | ------------------------ | --------------- | --------------- | --------------- | ---------------- |
| 2020  | —                | —                  | —                        | —                        | Annulé          | Annulé          | 2e tour (1/32)  | Alexander Zverev |
| 2021  | —                | —                  | —                        | —                        | 1er tour (1/64) | Taylor Fritz    | 2e tour (1/32)  | Alex Molčan      |
| 2022  | 1er tour (1/64)  | Matteo Berrettini  | 3e tour (1/16)           | Alexander Zverev         | 1/8 de finale   | Nick Kyrgios    | 3e tour (1/16)  | Jannik Sinner    |
| 2023  | 1er tour (1/64)  | Mackenzie McDonald | 1er tour (1/64)          | Denis Shapovalov         | 1er tour (1/64) | Jordan Thompson | 1er tour (1/64) | Laslo Djere      |
| 2024  | —                | —                  | 2e tour (1/32)           | Hubert Hurkacz           | 3e tour (1/16)  | Ugo Humbert     | 1/8 de finale   | Alexander Zverev |
| 2025  | 1er tour (1/64)  | Ben Shelton        | 1er tour (1/64)          | Mariano Navone           | 3e tour (1/16)  | Lorenzo Sonego  |                 |                  |

N.B. : à droite du résultat se trouve le nom de l'ultime adversaire.

### En double messieurs
| Année | Open d'Australie | Open d'Australie | Internationaux de France | Internationaux de France | Wimbledon                                                                            | Wimbledon | US Open                                                                               | US Open |
| ----- | ---------------- | ---------------- | ------------------------ | ------------------------ | ------------------------------------------------------------------------------------ | --------- | ------------------------------------------------------------------------------------- | ------- |
| 2021  | —                | —                | —                        | —                        | —                                                                                    | —         | 1er tour (1/32) D. Lajović \|\| style="text-align:left;" \| Matthew Ebden Max Purcell |         |
|       |                  |                  |                          |                          |                                                                                      |           |                                                                                       |         |
| 2023  | —                | —                | —                        | —                        | 1er tour (1/32) M.-A. Hüsler \|\| style="text-align:left;" \| M. Arévalo J.-J. Rojer | —         | —                                                                                     |         |
| 2024  | —                | —                | —                        | —                        | —                                                                                    | —         | 1er tour (1/32) Evan King \|\| style="text-align:left;" \| J. Eysseric F. Martin      |         |

N.B. : le nom du partenaire se trouve sous le résultat ; les noms des ultimes adversaires se trouvent à droite.

## Parcours dans lesMasters 1000
| Année | Indian Wells             | Miami                     | Monte-Carlo          | Madrid                    | Rome                   | Canada                  | Cincinnati              | Shanghai            | Paris               |
| ----- | ------------------------ | ------------------------- | -------------------- | ------------------------- | ---------------------- | ----------------------- | ----------------------- | ------------------- | ------------------- |
| 2021  | 2e tour T. Fritz         | —                         | —                    | —                         | —                      | —                       | 1er tour M. McDonald    | n.o.                | —                   |
| 2022  | 2e tour F. Tiafoe        | 2e tour F. Tiafoe         | —                    | —                         | 1er tour G. Dimitrov   | 1er tour C. Norrie      | 1er tour A. Karatsev    | n.o.                | 1er tour D. Evans   |
| 2023  | 2e tour D. Medvedev      | 2e tour A. Davidovich     | —                    | —                         | 1er tour G. Barrère    | 1er tour J. Lehečka     | 1er tour S. Wawrinka    | 3e tour Zhang Z.    | —                   |
| 2024  | 2e tour J. Lehečka       | 1er tour A. Tabilo        | —                    | 1er tour F. Bagnis        | 1er tour M. Kecmanović | 1/8 de finale A. Rublev | 1/8 de finale A. Rublev | 2e tour Y. Watanuki | 1er tour U. Humbert |
| 2025  | 1/8 de finale B. Shelton | 1/8 de finale G. Dimitrov | 1er tour R. Bautista | 1/8 de finale D. Medvedev | 3e tour L. Musetti     | 3e tour B. Shelton      | 3e tour A. Zverev       |                     |                     |

N.B. : sous le résultat se trouve le nom de l’ultime adversaire.

## Victoires sur le top 10
Toutes ses victoires sur des joueurs classés dans le top 10 de l'ATP lors de la rencontre.
| Légende      |
| Grand Chelem |
| Masters 1000 |
| ATP 500      |
| ATP 250      |

| # | B.N.   | Tournoi   | Année | Surface      | Adversaire    | Rang | Tour | Score     |
| - | ------ | --------- | ----- | ------------ | ------------- | ---- | ---- | --------- |
| 1 | no 122 | Shanghai  | 2023  | Dur          | Holger Rune   | no 5 | 1/32 | 6-0, 6-2  |
| 2 | no 87  | Barcelone | 2024  | Terre battue | Andrey Rublev | no 8 | 1/16 | 6-4, 7-66 |

## Classements ATP en fin de saison
| Année          | 2018 | 2019 | 2020 | 2021 | 2022 | 2023 | 2024 |
| Rang en simple | 790  | 371  | 166  | 67   | 47   | 134  | 38   |
| Rang en double | –    | –    | 1268 | 401  | 357  | 463  | 387  |

Source : (en) Classements de Brandon Nakashima sur le site officiel de la Fédération internationale de tennis